# Greta oto
Espèce
Greta oto est une espèce de lépidoptères de la famille des Nymphalidae. Elle est originaire d'Amérique centrale. Sous sa forme adulte de papillon, elle a la particularité d'avoir des ailes transparentes. 

## Morphologie
L'envergure de l'imago varie entre 5,6 et 6,1 cm[réf. souhaitée].

## Distribution
L'aire de répartition de Greta oto s'étend du Mexique au Panama. 

## Biologie
Greta oto butine des fleurs communes comme le lantana, mais pond ses œufs sur des plantes tropicales toxiques telles que Cestrum nocturnum. Les chenilles, qui sont rouges et violettes à rayures, se nourrissent de ces toxines et stockent les alcaloïdes végétaux dans leurs tissus. Elles deviennent ainsi à leur tour toxiques (ou au moins désagréables) pour leurs prédateurs naturels tels que les oiseaux. Cette toxicité acquise au stade larvaire perdure chez le papillon adulte. Les mêmes alcaloïdes végétaux (et toxiques) sont convertis en phéromones par les mâles pour attirer les femelles.
Les imagos de Greta oto affichent également un certain nombre de comportements intéressants, parmi lesquels la constitution d'une aire de parade chez les mâles et la capacité à réaliser des migrations importantes.

## Étude scientifique et biomimétisme
La transparence des ailes de Greta oto a été étudiée par une équipe de scientifiques allemands de l'Institut de technologie de Karlsruhe. Alors que le verre classique reflète de 8 à 100 % de la lumière en fonction de l'angle d'incidence, les ailes de ce papillon ont la particularité de n'en refléter qu'entre 2 et 5 %, quel que soit l'angle d'incidence, y compris dans l'infrarouge et l'ultraviolet, ce qui lui vaut le nom de « papillon aux ailes de verre ».
Le phénomène s'avère dû au fait que les ailes sont tapissées de nanostructures en forme de piliers dont la taille et la disposition sont très irrégulières. Cette particularité pourrait être utilisée pour développer de nouveaux revêtements anti-reflets pour les écrans de téléphones ou d'ordinateurs,.